# Xenorhina similis
Xenorhina similis és una espècie de granota de la família Microhylidae que viu a Indonèsia i Papua Nova Guinea.
Està amenaçada d'extinció per la pèrdua del seu hàbitat natural.